# Дуња Ланго
Дуња Фигенвалд Пулетић, познатија као Дуња Ланго (Загреб, 27. новембар 1941 — Београд, 19. новембар 2015) била је једна од најпознатијих српских и хрватских водитељки, спикерки и новинарки телевизијског простора некадашње Југославије.
Радила је као спикерка на РТВ Београд (односно РТС) од 1967, па до пензионисања 1999. године. Шестострука је добитница новинарске награде Гордана Бонети, намењенe најбољим радио и телевизијским спикерима на подручју Југославије, добитница пет „Оскара популарности” магазина ТВ ревија. Године 1981. додељено јој је признање „уметник-водитељ Србије”.
Мајка је глумаца Истока и Срне Ланго.

## Биографија
Дуња Фигенвалд (Dunja Figenwald) рођена је у Загребу, 27. новембра 1941. године, као млађе дете Ивана Фигенвалда и Љубочке де Гримани. Након завршене основне и средње школе, у Загребу је уписала студије енглеског и француског језика на Филозофском факултету. Дипломирала је на Филолошком факултету у Београду, на одсеку за енглески језик и књижевност. Као девојчица похађала је и балетску школу у Загребу и била стална чланица дечијег „Пионирског казалишта”. Током средњошколских дана почела је и да се бави глумом.
Од 1960. до 1967. године радила је на РТВ Загреб, а затим се преселила у Београд где је све до 1999. године радила у РТВ Београду. Радила је као спикерка и водитељка информативног програма, као и културно-забавног програма РТС-а. Водила је телевизијске преносе музичких фестивала, као и квизове у чијој реализацији је учествовала и као сарадник. Године 1977. године са својим програмом је представљала ЈРТ на оснивачкој скупштини водитеља света у оквиру интернационалног ТВ фестивала у Монте Карлу. Водила је, а затим уређивала евровизијске емисије.
Од 1992. до 1995. године, по одлуци тадашњег генералног директора РТС-а Милорада Вучелића, послата је на принудни одмор. Од децембра 1995. до априла 1999. године била је уредница и водитељка емисије „Модни магазин”. Глумила је у филмовима Моја луда глава, Без, Бомбаши.
Преминула је 19. новембра 2015. године у свом дому у Београду у 74. години живота.